# Асли Хасан Абаде
Асли Хасан Абаде (на арабски: عسلي حسن آباد; на сомалийски: Asli Xasan Cabaade) е първата жена-пилот на Сомалия. Абаде също има заслуга за увеличаване ролята на жените в Сомалийските военновъздушни сили по времето на Сиад Баре.
През 2001 г. тя стартира кампания в полза на мира в Сомалия, без никакви сътрудници. Оттогава насам тя често се появява по заседания на федералното правителство, носеща националното знаме. Абаде е дълбоко уважавана както от политиците и военните босове, така и от обикновените сомалийци.